# Royat

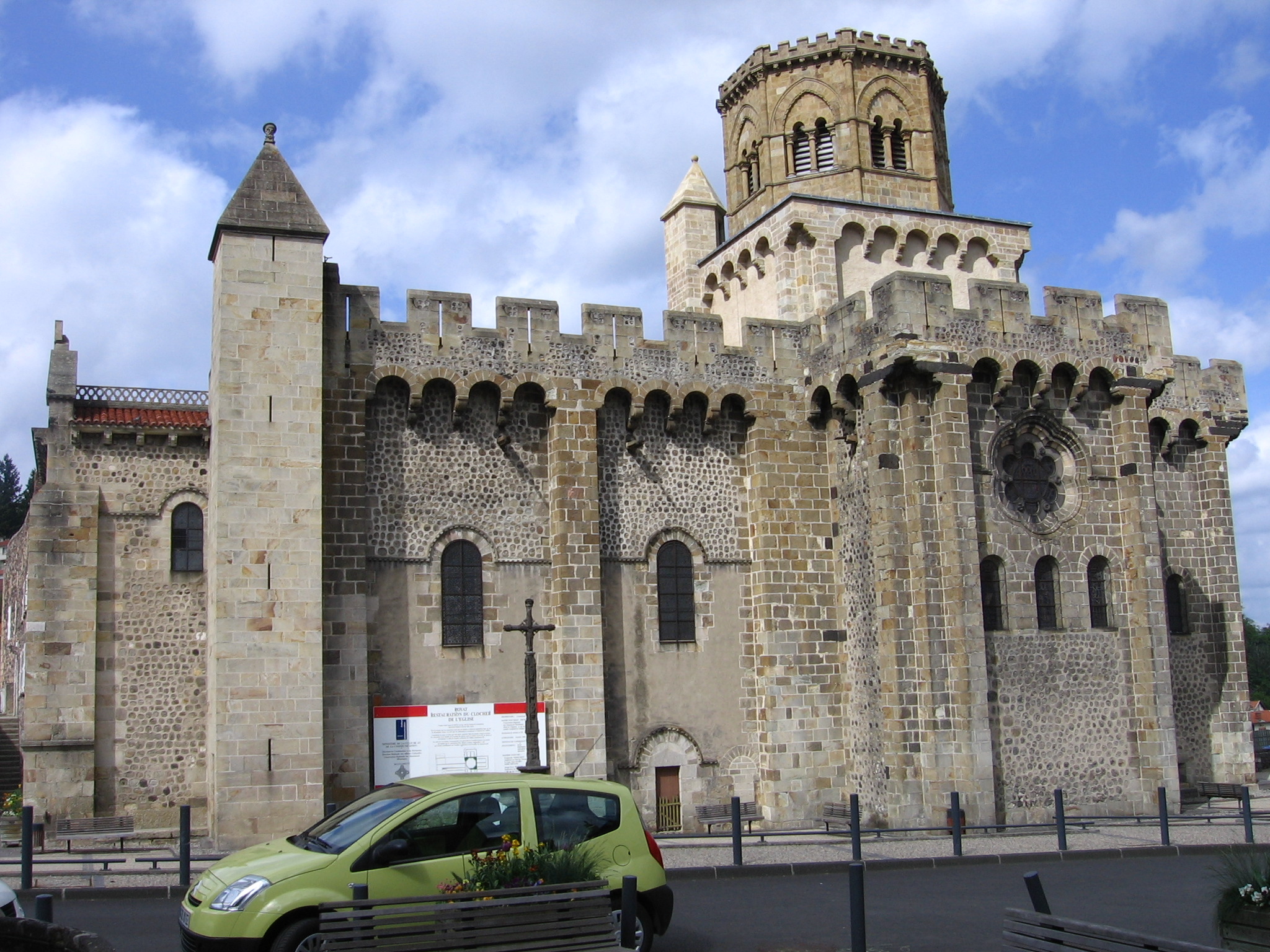
Kościół Saint-Léger w Royat (XI w.)

Royat – miejscowość i gmina we Francji, w regionie Owernia-Rodan-Alpy, w departamencie Puy-de-Dôme.
Według danych na rok 1990 gminę zamieszkiwało 3950 osób, a gęstość zaludnienia wynosiła 597 osób/km² (wśród 1310 gmin Owernii Royat plasuje się na 48. miejscu pod względem liczby ludności, natomiast pod względem powierzchni na miejscu 935.).
Royat jest miejscowością uzdrowiskową, wchodzi w skład aglomeracji Clermont-Ferrand. Położona jest na wzgórzach, które otaczając od zachodu Clermont-Ferrand przechodzą dalej w pasmo Chaîne des Puys. Zajmuje powierzchnię 6,62 km², a zamieszkuje ją 4745 mieszkańców (1999).
Royat znane jest ze swoich wód termalnych, z których korzystali m.in. Napoleon III i cesarzowa Eugenia. W uzdrowisku leczy się obecnie choroby serca. Royat sąsiaduje z innym znanym uzdrowiskiem Chamalières.
Poza parkiem zdrojowym warto również zobaczyć ufortyfikowany romański kościół Saint-Léger z XI wieku oraz tzw. Psią Grotę (fr. Grotte du chien) - jaskinię, w której wydobywa się dwutlenek węgla.